# Compensación (relojería)

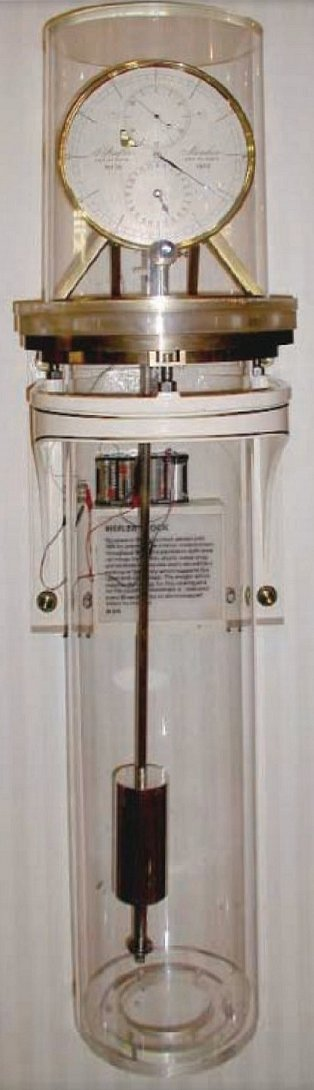
Péndulo de precisión

En la industria relojera se conoce como  compensación a un conjunto de diseños especiales (basados generalmente en disposiciones mecánicas que se valen de las propiedades térmicas o mecánicas particulares de determinados materiales) cuya finalidad es corregir las alteraciones de la marcha de un reloj producidas por efectos ambientales (como las variaciones de temperatura o de presión atmosférica). 
Este artículo se refiere específicamente a relojes mecánicos de péndulo o de volante regulador, y a las variaciones de la temperatura y de la presión del aire, pero no a la compensación de impactos (sistemas antichoque) o a la regularidad de la marcha de la maquinaria (caracol y "stackfreed").

## Concepto
La deriva de un reloj es la diferencia horaria que el mecanismo muestra en un momento dado respecto al "tiempo verdadero" (es decir, respecto a un patrón horario de alta precisión). Una deriva horaria reducida es un parámetro fundamental de la calidad técnica de cualquier reloj. 
Sin embargo, no basta con que el reloj se ajuste en promedio a la hora patrón en un periodo más o menos largo de tiempo, puesto que su deriva podría ser unas veces positiva y otras veces negativa (el reloj podría marchar indistintamente adelantado o atrasado respecto a la hora patrón). Un caso típico es el de un péndulo, cuyo período de oscilación depende de su longitud, que a su vez puede ser alterada en un sentido o en otro por el efecto de dilatación provocado por cambios de temperatura aleatorios. Reducir la deriva instantánea es también sin duda un criterio de calidad. El objetivo de la compensación es minimizar y regularizar esta deriva, actuando sobre el mecanismo regulador de la marcha del reloj.

## Relojes de péndulo

### Compensación de la temperatura
La dilatación térmica de la barra de un péndulo hace que el reloj, con el aumento de la temperatura, marche más lentamente. Una parte del efecto se compensa por la disminución de la densidad del aire, porque se reduce la resistencia al movimiento del péndulo. El resto del efecto puede ser disminuido mediante el uso de materiales con bajo coeficiente de expansión térmica.
En los primeros relojes de péndulo se utilizaba la madera para fabricar los péndulos con buenos resultados. La expansión en dirección de las fibras de la madera es mucho menor que en la mayoría de los metales. Para evitar la influencia de la humedad del aire que podía hinchar el péndulo deformándolo, se impregnaba la madera con aceite de linaza, y además se solía barnizar.
Desde principios del siglo XX se extendió el uso, especialmente en los relojes de precisión, de materiales con bajo coeficiente de dilatación térmica. El Invar FeNi36, la primera de estas aleaciones que se descubrió (con aproximadamente el 36% de níquel y un 64% de hierro), se convirtió en un estándar en relojería; frente a los péndulos diseñados con cristal de sílice, de dilatación aún menor, pero que tenían el inconveniente de su fragilidad así como de la dificultad de ensamblar adecuadamente los elementos de vidrio en el mecanismo del reloj.
Antes de ser montadas en un reloj, las barras de invar se someten a un proceso de envejecimiento artificial, amortiguando las posibles variaciones de longitud mediante efectos mecánicos (aplicando una tensión de ensayo) y térmicos, reduciendo así las tensiones internas del material (que podrían generar impredecibles cambios de longitud en el péndulo).

#### Péndulo de parrilla

Construcción de un péndulo de parrilla simple. En amarillo las barras de zinc (alto coeficiente de dilatación) y en azul las de hierro (bajo coeficiente de dilatación). A: aspecto general externo. B: esquema a temperatura normal. C: esquema a mayor temperatura.

En el caso del péndulo de parrilla (denominado así por su forma de rejilla, también es conocido como "péndulo de compensación de Harrison"), se hace un ingenioso uso de los diferentes coeficientes de expansión térmica del acero/hierro y del latón (o de otras aleaciones). Consiste en dos juegos de barras paralelas entre sí, montadas en una serie de presillas, de forma que se consigue compensar los sentidos y los valores de las dilataciones de cada juego de barras con respecto a las otras. La longitud total de esta disposición se mantiene prácticamente constante, independientemente de los cambios de temperatura. El péndulo de parrilla fue ideado alrededor de 1725 por el célebre relojero británico John Harrison. El característico diseño de los péndulos de parrilla se hizo muy popular, pero a menudo, en los relojes de menor calidad, solo tenía un valor decorativo, dado que todas las barras estaban fijamente unidas entre sí.

#### Péndulo de mercurio
El péndulo de mercurio (también conocido como péndulo de compensación de Graham) se basa en el mismo principio, y se aprovecha tanto de la gran expansión térmica como de la alta densidad del mercurio. El modelo desarrollado en 1726 por el relojero británico George Graham tenía un tubo relleno de mercurio con su parte superior abierta.

### Compensación barométrica

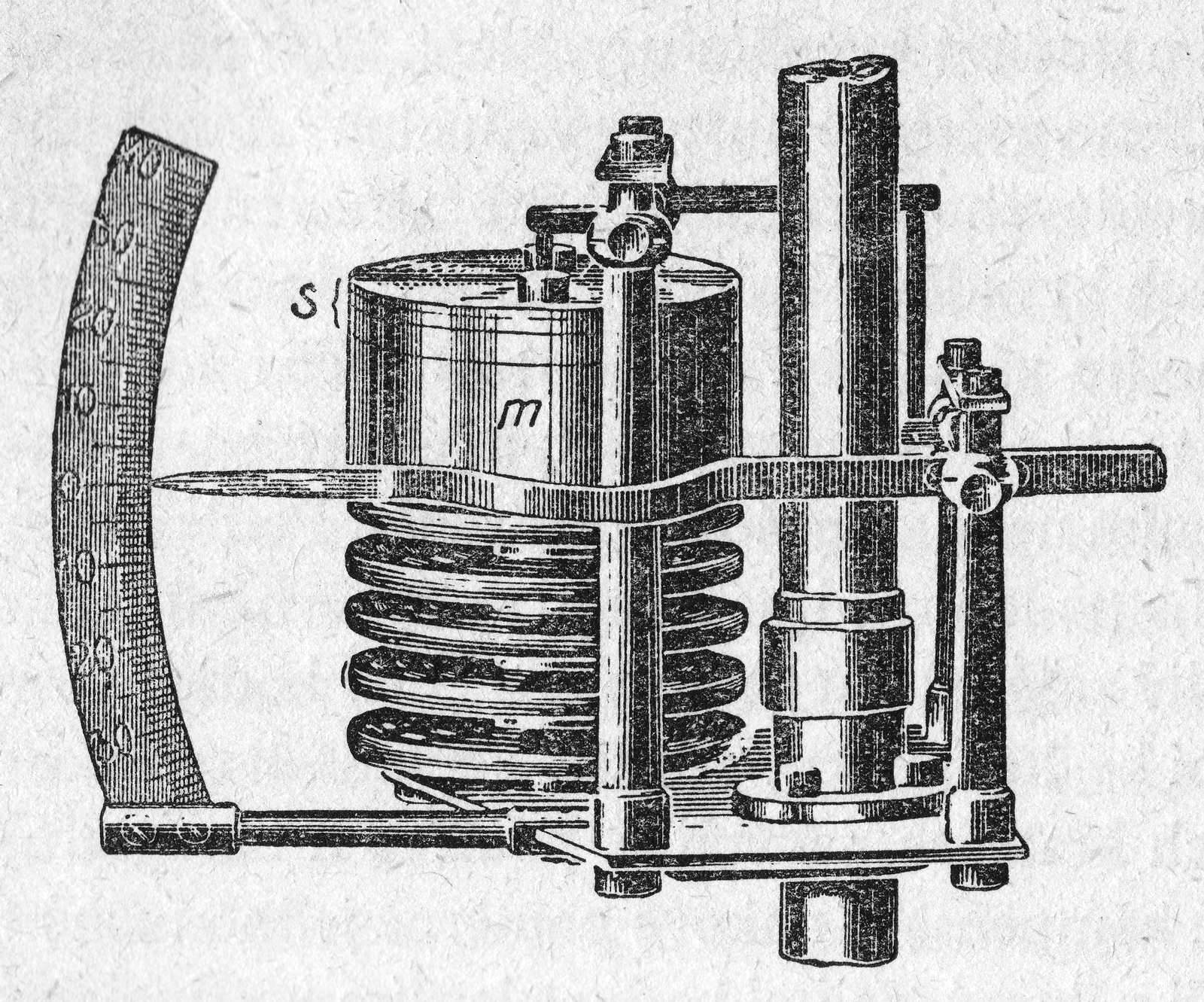
Mecanismo aneroide del péndulo de compensación barométrica de Riefler

Con el aumento de la presión atmosférica, se incrementa la densidad del aire, modificando el equilibrio estático del peso del péndulo y alargando en consecuencia su período de oscilación. Además, el aumento de la densidad del aire, incrementa su resistencia al movimiento del péndulo, reforzando el efecto de amortiguación, y produciendo también oscilaciones de mayor duración. El impacto de la amortiguación del aire puede crecer así mismo debido a la generación de vibraciones en el péndulo en el caso de flujo de aire turbulento, mientras que la fricción viscosa producida por el aire es poco sensible a los cambios de presión atmosférica. La constante de desfase de un péndulo de segundos, dependiendo de la forma del péndulo y de su densidad, es de aproximadamente 0,01 a 0,02 segundos por día y por milibar de variación de la presión.
Por término medio, la presión atmosférica al nivel del mar es de 1013 mbar. Tanto la desviación estándar de las fluctuaciones por fenómenos atmosféricos como la amplitud del ciclo anual, dependiendo de la ubicación, es de alrededor de 2 a 20 mbar. Como resultado, solamente un suceso barométrico extremo puede alterar en valores próximos al segundo un péndulo de precisión, pudiendo resultar por lo general variaciones anuales de tan solo unos pocos segundos debidas a efectos barométricos.
Sin embargo, para los relojes de referencia patrón estas desviaciones podían no ser aceptables. Después de los resultados poco satisfactorios de un sistema dotado de un sifón barométrico de mercurio, desarrollado con el asesoramiento del astrónomo Wanach a finales del siglo XIX, la empresa Clemens Riefler de Nesselwang y Múnich, desarrolló un péndulo de compensación aneroide, basándose en la cápsula aneroide utilizada también en los barómetros y altímetros. La disposición de estos péndulos se compone de un pequeño contrapeso unido a la cápsula aneroide, que modifica la distribución de masas del péndulo en función de la presión del aire, variando su momento de inercia.
Para evitar estos problemas, muchos relojes de precisión se montaron en campanas estancas con aire a presión y temperatura constantes, sistema que finalmente prevaleció. Estrictamente hablando, no es un sistema de compensación propiamente dicho, porque se limita a evitar las fluctuaciones de la presión y de la temperatura atmosféricas. Para evitar en lo posible los efectos de las variaciones térmicas, los relojes de péndulo deben mantenerse siempre que sea posible en lugares bajo techo de temperatura uniforme o con climatización, en una pared interior, y lejos de radiadores u otras fuentes de calor y de la radiación solar directa. La carcasa para la maquinaria y el péndulo los protege del polvo y de las corrientes de aire.

## Relojes con volante de inercia
Además de los mecanismos autorreguladores de compensación, también se realizan sistemas más elaborados en la mayoría de los relojes mecánicos de alta gama, que suelen exigir un reglaje manual.

### Compensación de la temperatura

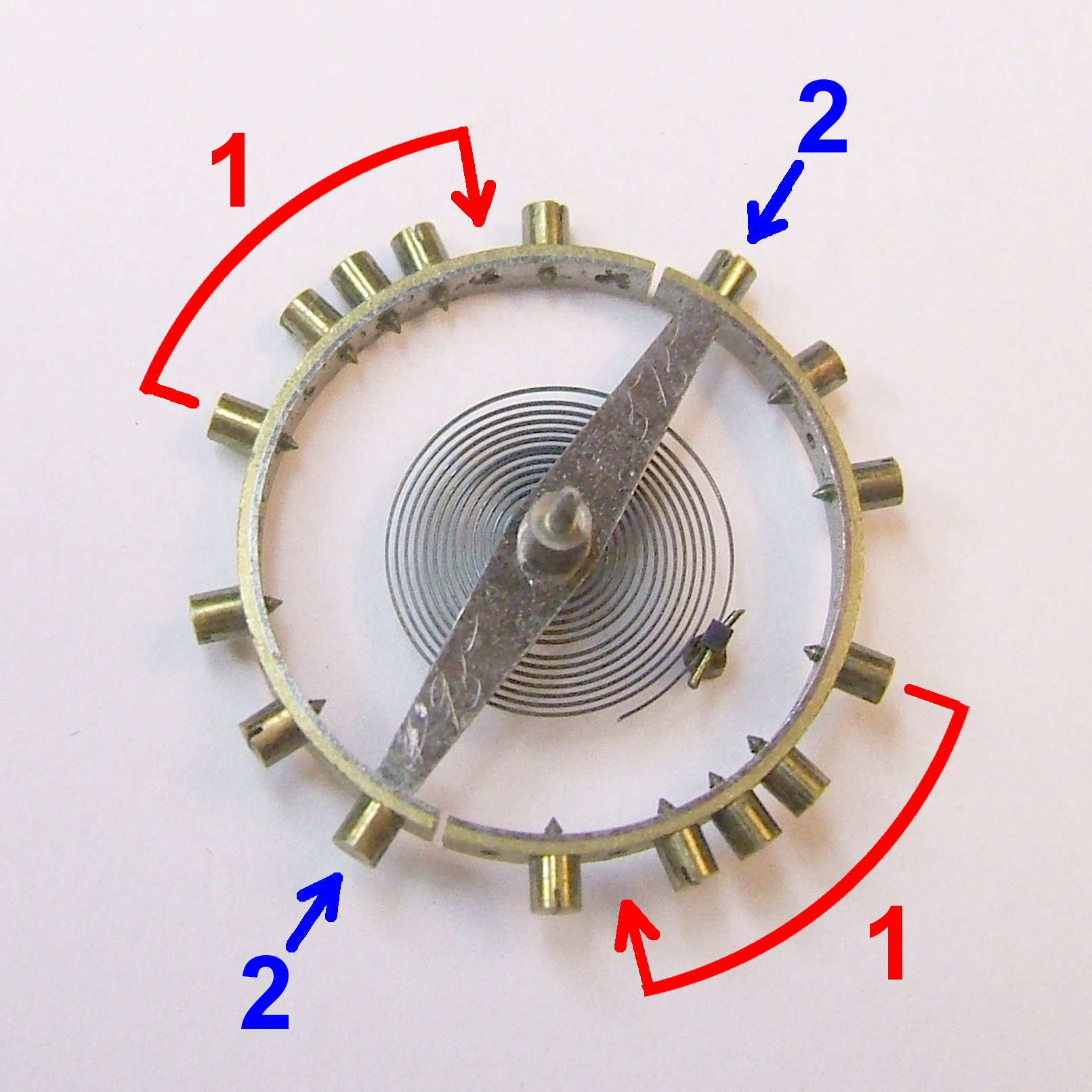
Volante de compensación bimetálico: (1) Cambiando la posición de pares de tornillos opuestos en la dirección de las ranuras, la compensación de temperatura es amplificada. (2) El desenroscado parcial del par de tornillos opuestos reduce la frecuencia. Si sólo un tornillo es parcialmente desatornillado, se modifica el centro de gravedad del volante.

La sensibilidad de los relojes con volante a los cambios térmicos es el resultado principalmente del efecto de la temperatura sobre la  elasticidad del muelle espiral, lo que se traduce en la alteración de su frecuencia de oscilación. 
Debido a la menor fatiga mecánica entre los materiales entonces disponibles, John Harrison utilizó espirales de acero elástico en sus resortes, y a partir de 1753, flejes bimetálicos para mejorar la precisión de sus cronómetros marinos H4 y H5. La curvatura de los dos segmentos del volante se incrementa cuando aumenta la temperatura debido al uso de flejes bimetálicos, proporcionando un menor momento de inercia al volante para compensar el alargamiento del resorte oscilador y la consiguiente disminución de la frecuencia.
Pierre Le Roy (1717-1785) descubrió en 1765 que se puede ajustar la compensación de la temperatura disponiendo una serie de tornillos de masa ajustable en el volante de inercia, permitiendo el reglaje de la variación de la frecuencia y del centro de gravedad del volante. En 1770 desarrolló un sistema de compensación con un anillo cerrado con dos pequeños termómetro de mercurio.
Las principales propiedades clave exigibles a los materiales utilizados en la fabricación de la espiral de un reloj son una gran resistencia a la fatiga mecánica, gran resistencia a la corrosión y una elevada insensibilidad a las influencias externas. Abraham Louis Breguet utilizó, entre otros materiales, espirales de oro. Por su parte, Charles Auguste Paillard utilizó para sus muelles una aleación de paladio. Después del descubrimiento de la magnetostricción negativa por Charles Edouard Guillaume, el Invar ha sido cada vez más utilizado. Posteriormente, también el Invar se ha empleado como uno de los dos metales (volantes bimetálicos) o individualmente en los volantes de inercia. La elasticidad y la estabilidad a los cambios de temperatura del Invar llevó a un incremento de su utilización en muelles de suspensión, hasta que han sido gradualmente sustituidos por elementos de nivarox o de silicio. En el siglo XX, las aleaciones de metales disponibles (por ejemplo, Glucydur) o el silicio, hacen que los tornillos de ajuste técnicamente ya no sean necesarios. Sin embargo, se siguen utilizando ocasionalmente por motivos estéticos.

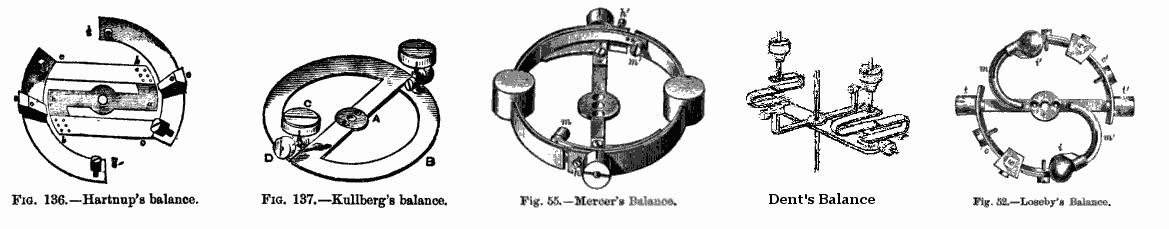
Evolución del volante de inercia de los cronómetros a partir de mediados del, con diferentes sistemas de compensación del efecto de la temperatura

### Compensación por posición. Tourbillon
Un reloj de pulsera generalmente gira y se desplaza de forma casi constante cuando permanece en la muñeca de su propietario, creándose distintos efectos de las fuerzas gravitatorias sobre las partes móviles del reloj. El Tourbillon es un mecanismo de mitigación del efecto de la gravedad mediante una continua rotación del mecanismo de escape y del volante de inercia, como por ejemplo en el Tourbillon Orbital o de Carrusel, que se desplaza en dos dimensiones sobre un mismo plano respecto al reloj. También existen Tourbillones con giro en las tres dimensiones del espacio, y modelos que incluyen hasta cuatro Tourbillones en la misma maquinaria.